# 19155 Lifeson
19155 Lifeson este un asteroid din centura principală, descoperit pe 22 septembrie 1990, de Brian Roman.